# HD 76757
HD 76757，又名BD+02 2112，SAO 117311、HR 3573，是一颗恒星，视星等为6.59，位于銀經227.14，銀緯28.65，其B1900.0坐标为赤經8h 52m 58.1s，赤緯+1° 28.65′ 40″。